# 斯坦利·布伦迪
斯坦利·德韦恩·布伦迪（英語：Stanley Dwayne Brundy，1967年11月13日—），美国NBA联盟前职业篮球运动员。他在1989年的NBA选秀中第2轮第32顺位被新泽西篮网选中。